# Corps-Nuds

Corps-Nuds este o comună în departamentul Ille-et-Vilaine, Franța. În 1 ianuarie 2022 avea o populație de 3.555 de locuitori.